# 이즈미군

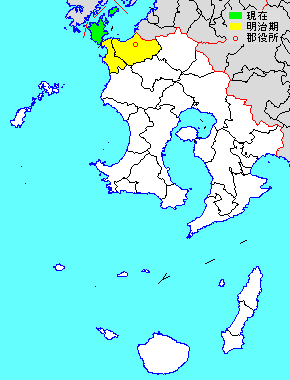
이즈미 군의 위치

이즈미군(일본어: 出水郡, いずみぐん)은 일본 사쓰마국, 가고시마현의 군이다.
인구 8,826명, 면적 116.18km², 인구밀도 76명/km².(2025년 3월 1일, 추계인구)
이하 1정으로 구성된다.
- 나가시마정(長島町)

## 역사
- 2006년 3월 13일 - 노다정·다카오노정이 이즈미시와 합병해 이즈미시가 성립 발족, 군에서 이탈하였다.
- 2006년 3월 20일 - 나가시마정·아즈마정이 합병해 나가시마정이 성립하였다.